# Tegella anguloavicularis
Tegella anguloavicularis is een mosdiertjessoort uit de familie van de Calloporidae. De wetenschappelijke naam van de soort is voor het eerst geldig gepubliceerd in 1952 door Kluge.